# Димитрий Михайлов
Димитрий Михайлов – Казак е български либерал, кмет на Дупница.

## Биография
Димитрий Михайлов е роден през 1835 година в дупнишкото село Коркина, тогава в Османската империя. Член е на Либералната партия и е симпатизант на Стефан Стамболов. След контрапреврата по детронирането на Княз Александър Батенберг от 1886 година Димитрий Михайлов влиза във Временния управителен съвет като помощник кмет. Избран е за кмет на Дупница през 1887 година и до края на мандата си през 1892 година променя облика на града осезателно. Изменя турския архитектурен вид на града, подпомага бедното населението като създава специални социални грижи за тях, построява първата обществена сграда в Дупница – светското училище „Св. св. Кирил и Методий“. Умира през 1902 година.